# Бердичив
Бердичив (на украински: Бердичів) е град в Северна Украйна, Житомирска област.
Намира се на 40 km южно от Житомир. Днес Бердичив има около 88 000 жители (2001).
Основан е през първата половина на 15 век и до Холокоста мнозинството от населението му е еврейско.

## Известни личности
Родени в Бердичив
- Василий Гросман (1905-1964), писател
- Грегори Кайданов (р. 1959), американски шахматист
- Борис Сидис (1867 – 1923), психолог, баща на вундеркинда Уилям Сидис
- Владимир Хоровиц (1903 – 1989), американски пианист

1. ↑  Чисельність наявного населення України на 1 січня 2022 року //   Държавна служба по статистика.